# Nerocila trichiura
Nerocila trichiura är en kräftdjursart som först beskrevs av Edward John Miers.
Nerocila trichiura ingår i släktet Nerocila och familjen Cymothoidae. Inga underarter finns listade i Catalogue of Life.